# Dimasalang
Dimasalang is een gemeente in de Filipijnse provincie Masbate op het gelijknamige eiland Masbate. Bij de census van 2020 telde de gemeente bijna 25 duizend inwoners.

## Geografie

### Bestuurlijke indeling
Dimasalang is onderverdeeld in de volgende 20 barangays:
| - Balantay - Balocawe - Banahao - Buenaflor - Buracan - Cabanoyoan - Cabrera - Cadulan - Calabad - Canomay | - Divisoria - Gaid - Gregorio Alino - Magcaraguit - Mambog - Poblacion - Rizal - San Vicente - Suba - T.R. Yangco |

### Bevolkingsgroei
Dimasalang had bij de census van 2020 een inwoneraantal van 24.909 mensen. Dit waren 1.283 mensen (-4,90%) minder dan bij de vorige census van 2015. Ten opzichte van de census van 2000 was het aantal inwoners gegroeid met 3.359 mensen (15,59%). De gemiddelde jaarlijkse groei in die periode kwam daarmee uit op 0,73%, hetgeen lager was dan het landelijk jaarlijks gemiddelde over deze periode (1,79%).

De bevolkingsdichtheid van Dimasalang was ten tijde van de laatste census, met 24.909 inwoners op 148,07 km², 168,2 mensen per km².